# Românii din Franța

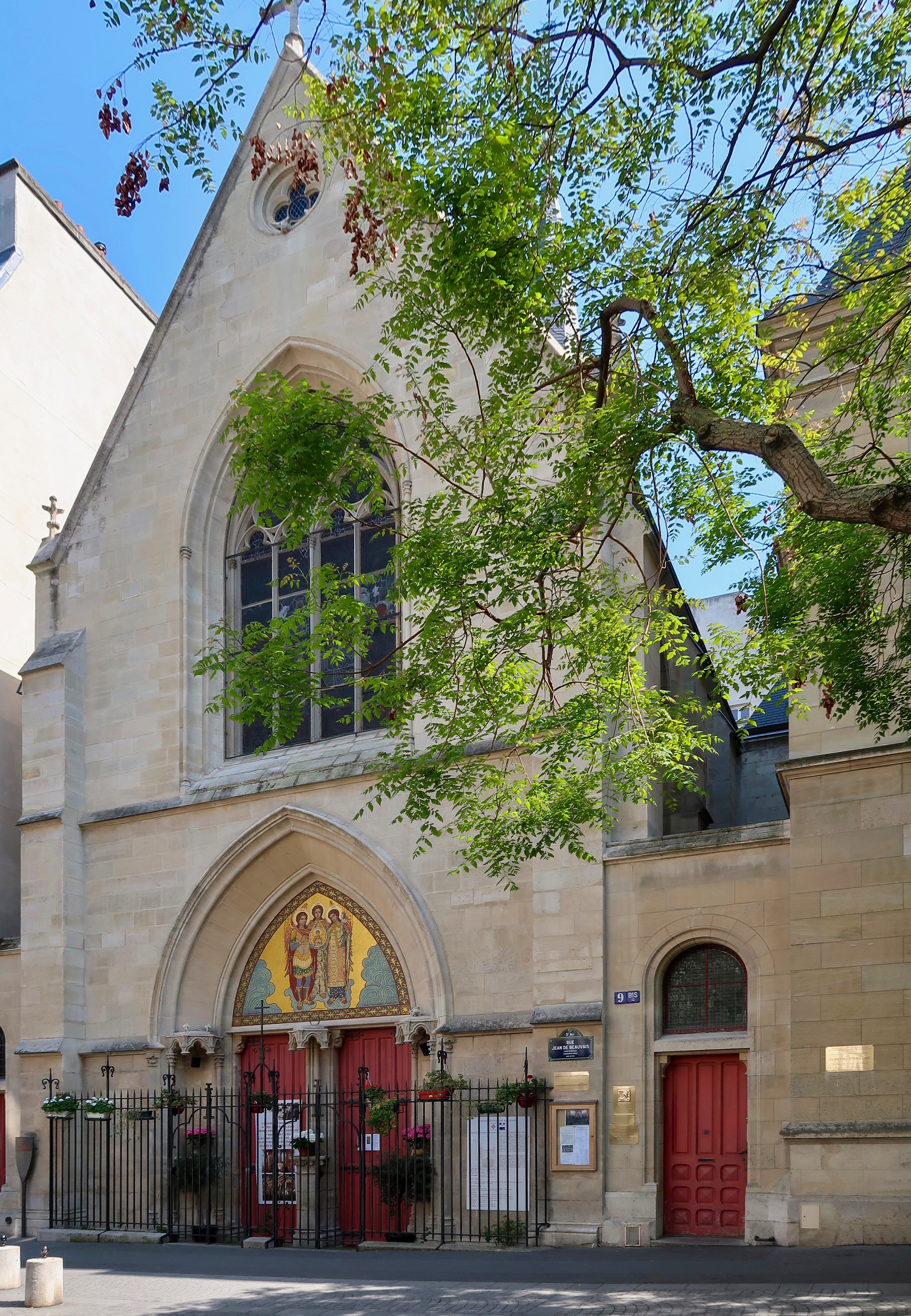
Biserica Sfinții Arhangheli din Paris

Românii din Franța  sunt persoane de origine română, care locuiesc în Franța. Ei au devenit o prezență tot mai vizibilă după 1999, când un val masiv de emigranți s-au deplasat din România către Europa de Vest (80% dintre aceștia stabilindu-se în Germania sau Franța ), și după 2002, când cetățenii români au obținut dreptul de a își părăsi țara și a se stabili în orice țară din Spațiul Schengen fără a mai avea nevoie de o viză.               
Conform datelor finale ale recensământului din 2021, existau 300.000 cetățeni români în Franța, reprezentând un procent bun din cetățenii străini ai țării (Numărul românilor care emigrează în Franța continuă să crească din 2021, cu fluxuri de migrație mai constante).

## Istorie
Românii înregistraseră o prezență pe pământul Franței încă din prima parte a secolului al XIX-lea. Primii români care au sosit în acea perioadă au fost în principal studenți bogați care au venit să studieze, în principal în domeniile științei și fizicii. Majoritatea s-au întors în România după terminarea studiilor, deși un număr semnificativ a rămas în Franța. În timpul Primului Război Mondial, câțiva soldați români au fost trimiși în Franța când Regatul României s-a alăturat Aliaților din Primul Război Mondial în 1916, pentru a ajuta trupele franceze în lupta împotriva Germania.
O mare parte a populației româno-franceze a ajuns în Franța în anii 1950, după încheierea celui de-al Doilea Război Mondial, într-o perioadă în care atât România, cât și Franța traversau o perioadă foarte grea în istoria lor și încă se recuperau după dezastrele cauzate de conflict. Cea mai mare parte a populației românești s-a stabilit în Paris, Lille și în alte orașe mari din nordul Franței.      
Un alt val mare de emigranți români și-a făcut drum în Franța în anii 1990, după Revoluția română din 1989. După acel eveniment important, milioane de români și-au părăsit patria pentru a veni în Occident, în Statele Unite, Canada, Germania, Italia, Franța, Regatul Unit, Spania, Portugalia etc., unde până astăzi formează comunități semnificative. Mai mult de jumătate din numărul actual de români-francezi a ajuns după 1990.

## Limba franceză în România
Engleza și franceza sunt principalele limbi străine predate în școlile din România. În 2010, Organisation internationale de la Francophonie identifică 4.756.100 vorbitori de franceză din țară. Conform Eurobarometrului din 2012, engleza este vorbită de 59% dintre români, franceza este vorbită de 25%.

## Personalități

### Artă
- Constantin Brâncuși (1876–1957), sculptor și pictor
- Margaret Cossaceanu (1893–1980), sculptor
- fr (1925–2006), pictor și sculptor
- Horia Damian (1922–2012), pictor și sculptor
- Natalia Dumitresco (1915–1997), pictor
- Tania Mouraud (n. 1942), artistă contemporană
- Stefan Ramniceanu (n. 1954), pictor si artist vizual

### Film și televiziune
- Jean Aurel (1925–1996), regizor de film și scenarist
- Claude Berri (1934–2009), regizor de film, producător și scenarist (mamă română)
- Lorànt Deutsch (n. 1975), actor (mamă română)
- Julie Dreyfus (n. 1966), actriță
- Jany Holt (1909–2005), actriță
- Eva Ionesco (n. 1965), actriță, regizor de film și scenarist
- Michèle Laroque (n. 1960), actriță și scenaristă (mamă română)
- Lana Marconi (1917–1990), actriță
- Alexandre Mihalesco (1883–1974), actor
- Radu Mihăileanu (n. 1958), regizor de film și scenarist
- Elvira Popescu (1894–1993), actriță
- Josiane Stoléru (n. 1949), actriță
- Laurent Terzieff (1935–2010), actor
- fr (n. 1999), actriță

### Literatură
- Linda Baros (n. 1981), poetă
- Marthe Bibesco (1886–1973), poetă
- Emil Cioran (1911–1995), eseist
- Petru Dumitriu (1924–2002), romancier
- Constantin Gheorghiu (1916–1992), romancier
- Paul Goma (1935–2020), romancier
- Eugène Ionesco (1909–1994), dramaturg
- Salim Jay (n. 1951), romancier (mamă română)
- Anna de Noailles (1876–1933), poetă
- Dumitru Țepeneag (n. 1937), romancier
- Tristan Tzara (1896–1963), poet, dramaturg și fondator al mișcării Dada
- Elena Văcărescu (1864–1947), poetă
- Matei Vișniec (n. 1956), romancier

### Muzică
- Sergiu Celibidache (1912–1996), dirijor și compozitor
- Marius Constant (1925–2004), compozitor și dirijor
- Vladimir Cosma (n. 1940), compozitor, dirijor și violonist
- Francis Dreyfus (1940–2010), producător de discuri
- George Enescu (1881–1955), compozitor, violonist, pianist și dirijor
- Mareva Galanter (n. 1979), cântăreață și fostă Miss Franța 1999
- Costin Miereanu (n. 1943), compozitor
- Horațiu Rădulescu (1942–2008), compozitor
- Lydie Solomon (n. 1982), pianistă
- Pierre Vassiliu (1937–2014), cântăreț și compozitor

### Politică
- Lionnel Luca (n. 1954), membru al Adunării Naționale a Franței
- Roxana Mărăcineanu (n. 1975), actual ministrul Tineretului și Sportului al Franței
- Maurice Paléologue (1859–1944), diplomat
- Lionel Stoléru (1937–2016), om politic
- Nicolae Titulescu (1882–1941), om politic

### Sport
- Anne-Marie Bănuță (n. 1991), fotbalist
- Ania Monica Caill (n. 1995), schior alpin
- Alexandra Dascalu (n. 1991), voleibalist
- Ana Filip, (n. 1989), jucătoare de baschet
- fr (n. 1985), jucător de rugby (mamă română)
- Viorel Moldovan (n. 1972), fotbalist și antrenor
- Victoria Muntean (n. 1997), jucătoare de tenis
- Rodica Nagel (n. 1970), alergătoare de fond
- Cédric Pioline (n. 1969), tenismen (mamă română)
- Rudi Prisăcaru (n. 1970), handbalist
- Jean-Charles Skarbowsky (n. 1975), kickboxer (mamă română)
- fr (n. 1993), jucător de rugby
- Cynthia Vescan (n. 1992), luptătoare de stil liber
- Victor Zvunka (n. 1951), fotbalist și antrenor

### Altele
- Antoine Bibesco (1878–1951), diplomat
- Henri Coandă (1886–1972), inventator și pionier al aerodinamicii
- Mattei Dogan (1920–2010), sociolog
- Cyprien Iov (n. 1989), comedian și personalitate YouTube
- Constantin Levaditi (1874–1953), microbiolog
- Eli Lotar (1905–1969), fotograf și director de imagine
- Henri Negresco (1870–1920), fondatorul Hotel Negresco din Nisa
- Gabriel Badea-Päun (n. 1973), istoric de artă
- Valentin Poénaru (n. 1932), matematician
- Alexandru Proca (1897–1955), fizician
- Élisabeth Roudinesco (n. 1944), istoric și psihanalist
- Sonia Rykiel (1930–2016), designer de modă

## Vezi si
- Moldovenii din Franța